# لوبومير أولريش
لوبومير أولريش هو لاعب كرة قدم سلوفاكي في مركز الهجوم، ولد في 1 فبراير 1989 في تشيكوسلوفاكيا. لعب مع نادي سبارتاك ميافا.

## وصلات خارجية
- لوبومير أولريش على موقع قاعدة بيانات كرة القدم.إي يو (الإنجليزية)
- لوبومير أولريش على موقع Soccerway.com (الإنجليزية)